# Anarthrophyllum strigulipetalum
Anarthrophyllum strigulipetalum là một loài thực vật có hoa trong họ Đậu. Loài này được Soraru miêu tả khoa học đầu tiên.